# Gusower Niederheide
Das Naturschutzgebiet Gusower Niederheide liegt auf dem Gebiet der Gemeinde Gusow-Platkow im Landkreis Märkisch-Oderland in Brandenburg. Es erstreckt sich südlich von Platkow und westlich von Gusow, beide Ortsteile von Gusow-Platkow. Nördlich und östlich des Gebietes verläuft die B 167, östlich fließt die Alte Oder.

## Bedeutung
Das 76,75 ha große Gebiet mit der Kenn-Nummer 1605 wurde mit Verordnung vom 13. Februar 2008 unter Naturschutz gestellt. 